# Editti di riforma di Taika
Gli editti di riforma Taika (大化の改新?, Taika no kaishin) sono un insieme di provvedimenti legislativi promulgati in Giappone nel 645 durante il regno dell'imperatore Kōtoku.

## Storia
Gli editti furono redatti poco dopo la morte del principe Shōtoku e la sconfitta del clan Soga, una delle più influenti famiglie aristocratiche del Giappone che nel corso dei sec. VI-VII monopolizzò il potere politico e influenzò l'ordine di successione degli imperatori. L'ultimo capo del clan, Soga no Iruka, venne eliminato nel 645 da una congiura ordita dal principe Nakano Ōe, il futuro imperatore Tenji (661-672), e da Nakatomi no Kamatari, capo del rivale clan Nakatomi.
L'era Taika (大化?, "Grande cambiamento", 645-650), seguita alla sconfitta dei clan locali, segnala il nuovo corso, caratterizzato dal rafforzamento del potere centrale dell'imperatore su tutto il Giappone, dall'affermazione dell'influenza culturale cinese e dello shintoismo sul piano religioso. L'inizio dell'era coincide con l'intronizzazione del principe imperiale Karu con il nome di Kōtoku (645–654). È questa la prima volta che verrà utilizzato il sistema di datazione detto nengō, che scandisce le ere sulla base del regno dell'imperatore corrente.
Le "riforme Taika" ispirate al sistema di governo della dinastia cinese Tang, vengono redatte dal principe ereditario Naka no Ōe e da Nakatomi no Kamatari, ministro degli interni, vincitori sui Soga.

## I punti principali della riforma
Lo scopo delle riforme era quello di trasformare l'assetto politico, sociale, economico, amministrativo del paese al fine di indebolire il potere dei nobili e di affermare l'autorità dell'imperatore, investito di un potere assoluto. Questi editti hanno fondato il sistema imperiale giapponese e di governo. Ancora oggi, l'impatto delle riforme sulla vita culturale giapponese resta evidente.
Ambasciatori e studenti furono inviati in Cina per apprendere il sistema di scrittura, la religione, la letteratura, l'architettura. Perfino i costumi alimentari furono modellati sulla base di quelli cinesi.
I punti principali della riforma sono: 

### Abolizione della proprietà privata
Abolizione dei diritti dei nobili (氏?, uji) di possesso privato delle terre e di controllo sulle aree circostanti ai terreni privati (辺?, be). Tutte le terre vengono dichiarate di proprietà dell'imperatore, unico gestore di tutte le risorse agricole. Amministrate direttamente dallo Stato, le terre possono essere redistribuite o assegnate periodicamente per periodi limitati.

### Creazione di un nuovo sistema amministrativo
Il paese venne suddiviso in unità territoriali. Vennero istituiti i kuni (o koku), “province”, gestite da governatori della provincia, kokushi (国司?) o kuni no tsukasa (国の司?), inviati dalla capitale per svolgere il loro incarico per un tempo circoscritto. Le province vennero suddivise in “vie” o “circuiti”, con il compito di congiungere, attraverso una raggiera di strade, la periferia dell'impero alla capitale e alla regione centrale. All'interno delle province vennero creati i kōri (o gun) “distretti”, guidati da governatori del distretto (小売の司?, kōri no tsukasa) che facevano parte della nobiltà e che venivano selezionati fra i più "integri, forti e retti". Governatori e magistrati dipendevano da otto ministeri dell'amministrazione centrale. La suddivisione prevedeva gruppi di villaggi e quartieri urbani, a loro volta distribuiti in gruppi di famiglie in cui ogni famiglia era responsabile del comportamento di ogni singolo membro.
Per gestire la nuova struttura amministrativa vennero creati un Consiglio di Stato Daijōkan (太政官?) e otto ministeri da esso dipendenti. Al di sotto vi erano altri due Ministeri, il Ministro della sinistra Sadaijin (左大臣?) e il Ministro della destra Udaijin (右大臣?) con numerosi dipartimenti e uffici alle loro dipendenze.

### Censimento delle terre e riforma fiscale
Venne promosso in ogni luogo il censimento delle terre, delle case e del numero di abitanti, e definito un sistema di tassazione per assicurare le entrate necessarie al mantenimento della corte imperiale e della burocrazia, e al funzionamento dell'amministrazione. 
Il censimento delle terre o sistema Kubunden (口分田? il primo kanji significa bocca, il secondo divisione e il terzo risaia), su modello cinese, divideva la popolazione per famiglie (unità di base della tassazione) organizzate in villaggi. Le terre erano suddivise in base al sistema Jōri, che prevedeva la ripartizione di un grande quadrato di terra in altri trentasei quadrati di egual misura, a loro volta suddivisi in dieci strisce, assegnate temporaneamente alle famiglie. Gli assegnatari della terra dovevano in cambio pagare all'imperatore imposte in natura (seta grezza o lavorata, cereali - principalmente riso - e altri prodotti artigianali), o sotto forma di corvée civili e militari, sostituibili con tasse aggiuntive. 
Quasi tutte le terre rientrarono nel Kubunden, fatta eccezione per le terre sotto la diretta amministrazione dello stato e per le terre assegnate permanentemente (comunque sottoposte a tassazione) a membri della nobiltà, funzionari civili e istituzioni religiose.
Sebbene si abbia una data precisa per l'inizio dell'attuazione della riforma, i cambiamenti apportati furono graduali..

## Conseguenze
Queste riforme forniscono la base del sistema del nascente stato del Giappone. Proprio nell'era Taika si ha la trasformazione della società giapponese in una società aristocratica ed avviene lo scardinamento dell'antico equilibrio delle nobiltà locali.
L'antica élite uji (氏? letteralmente casata o un gruppo di più famiglie che forma una casata) viene trasformata nei kuge (公家?). La differenza tra questi due tipi di nobiltà risiede nel fatto che l'antica élite era composta da nobili con vasti possedimenti terrieri, mentre il secondo tipo di nobiltà vivrà nelle Kinai e si concentrerà intorno alla corte imperiale.
Gli ex capi degli uji furono compensati degli espropri di terra con l'inserimento nel nuovo sistema politico come governatori delle province e dei distretti (cariche ben retribuite). Se questo da un lato li privava del potere autonomo che detenevano prima, dall'altro li inseriva in una «nuova aristocrazia che trovava ora il suo lustro nell'essere legata alla corte» e che assicurava loro ingenti guadagni.
L'istituzionalizzazione della nobiltà e il conseguente accentramento del potere furono gli effetti più duraturi della riforma Taika, mentre i successi in campo economico ed amministrativo saranno modesti o nulli.
Queste innovazioni portarono a un cambiamento profondo della struttura sociale ed economica del paese. Il sistema Kubunden rispondeva principalmente ad esigenze sociali e fiscali: le tasse erano proporzionate in base a un criterio personale e non in base alla quantità di terra da coltivare. Il motivo di questa scelta è dato dal fatto che il Giappone a quei tempi affrontava un problema di sottopopolamento e quindi vi era un numero eccessivo di terre e poca disponibilità di forza lavoro che potesse coltivarle.
In quel periodo nasce il termine con cui oggi il Giappone è conosciuto: Nihon (日本?): il primo carattere significa sole e il secondo origine. Probabilmente questo nome è da mettere relazione al rapporto diplomatico con la Cina, paese nel quale il Giappone era conosciuto come “radice del sole”.